# La Trinidad Vista Hermosa
La Trinidad Vista Hermosa là một đô thị thuộc bang Oaxaca, México. Năm 2005, dân số của đô thị này là 235 người.